# Uiterst of de planeet der gemiddelden
Uiterst of de planeet der gemiddelden (Engelse titel: Furthest) is een roman van de Amerikaanse schrijfster Suzette Haden Elgin. Het boek valt in de categorie sciencefiction en emancipatorische literatuur. Uiterst is deel twee in de vijfdelige Coyote Jones-serie; het is voor zover bekend het enige uit die serie dat vertaald is.

## Synopsis
Coyote Jones wordt namens de Drie Melkwegstelsels Federatie uitgezonden naar de planeet Uiterst in een verre uithoek van die federatie. Reden voor zijn bezoek is dat de leider van Uiterst aan de beurt is om leiding te geven aan de federatie, maar dat er nauwelijks iets bekend is van de afgelegen planeet en haar bewoners. Jones is supertelepathisch en spion. Onder het mom van het stichting van een MAAS, een soort café, krijgt hij toestemming om 18 maanden op de planeet te verblijven. Hij krijgt als gids RK (Ehr Q’ua) toegewezen. Eenmaal op ontdekking gegaan, komt hij tot de conclusie dat er daadwerkelijk niets bijzonders aan de planeet en haar bewoners is. Het landschap is totaal grijs, ook het water. De bevolking is daarbij ook (figuurlijk) grijs. Kortom er zijn geen bijzonderheden, maar dan ook geen een. Als Jones wat dieper port, hij betreedt een verboden koepelstad, begint hem iets te dagen: Er klopt iets niet, de koepelstad is volkomen verlaten. Vervolgens vraagt RK hem om zijn zuster een schuilplaats aan te bieden. Zij staat op het punt gestraft te worden in verband met de overtreding van een religieuze wet.
Suzette Haden Elgin werd een vertegenwoordigster van een feministische stroming binnen de sciencefiction en dat is in dit boek al voelbaar. Coyote Jones is dan wel de hoofdpersonage van het boek, belangrijkst personage is Bess, de zus van RK. Ook Elgins gevoel voor taal komt tot uitdrukking in de haast onmogelijke gesprekken tussen Jones, RK en Bess. Ze zou later de kunststaal Láadan ontwerpen.